# Axinopalpis gracilis
Axinopalpis gracilis är en skalbaggsart som först beskrevs av Johann Krynicki 1832.  Axinopalpis gracilis ingår i släktet Axinopalpis, och familjen långhorningar. Arten har ej påträffats i Sverige.

## Bildgalleri

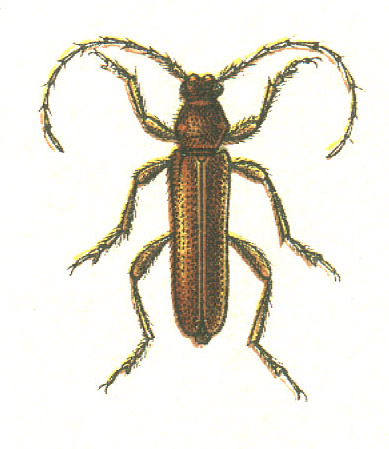